# Pteronyx dimidiatus
Pteronyx dimidiatus är en skalbaggsart som beskrevs av Johan Wilhelm van Lansberge 1874. Pteronyx dimidiatus ingår i släktet Pteronyx och familjen bladhorningar. Inga underarter finns listade i Catalogue of Life.